# Kasteel van Blossac
Het Kasteel van Blossac (Frans: Château de Blossac) is een kasteel in de Franse gemeente Goven. Het kasteel is een beschermd historisch monument sinds 1957.